# Keondre Coburn
Keondre Coburn (Houston, Texas; 23 de mayo de 2000) es un jugador profesional estadounidense de fútbol americano, se desempeña en la posición de defensive tackle en Kansas City Chiefs, en la National Football League (NFL).

## Carrera
Hizo su debut profesional con el equipo Kansas City Chiefs, lleva jugando una temporada, comenzó en el 2023.